# Rebell (Jugendverband)
Rebell (Eigenschreibweise REBELL) ist der Jugendverband der als gesichert linksextrem eingeordneten und vom Verfassungsschutz beobachteten Marxistisch-Leninistischen Partei Deutschlands (MLPD). Er ging im Sommer 1992 aus dem Arbeiterjugendverband/Marxisten-Leninisten (AJV/ML) und dem Marxistisch-Leninistischen Schüler- und Studentenverband (MLSV) hervor. Nach eigenen Angaben ist er in 21 Städten vertreten (Stand: Januar 2018), der Verfassungsschutzbericht 2023 sprach von 600 Mitgliedern.
Während die ideologische und politische Ausrichtung des Verbands an die strategischen Vorgaben der MLPD gebunden ist, agiert er nach eigenen Angaben in der Praxis unter eigenständiger organisatorischer Führung. Mitglieder des Jugendverbandes sind nicht automatisch Parteimitglieder. Mit seinen Leitsprüchen „Rebellion ist gerechtfertigt!“ und „Dem Volke dienen!“ bezieht sich der Jugendverband auf Mao Zedong.
Ihm angegliedert ist die Kinderorganisation „Rotfüchse“, der Kinder ab 6 Jahren beitreten können.

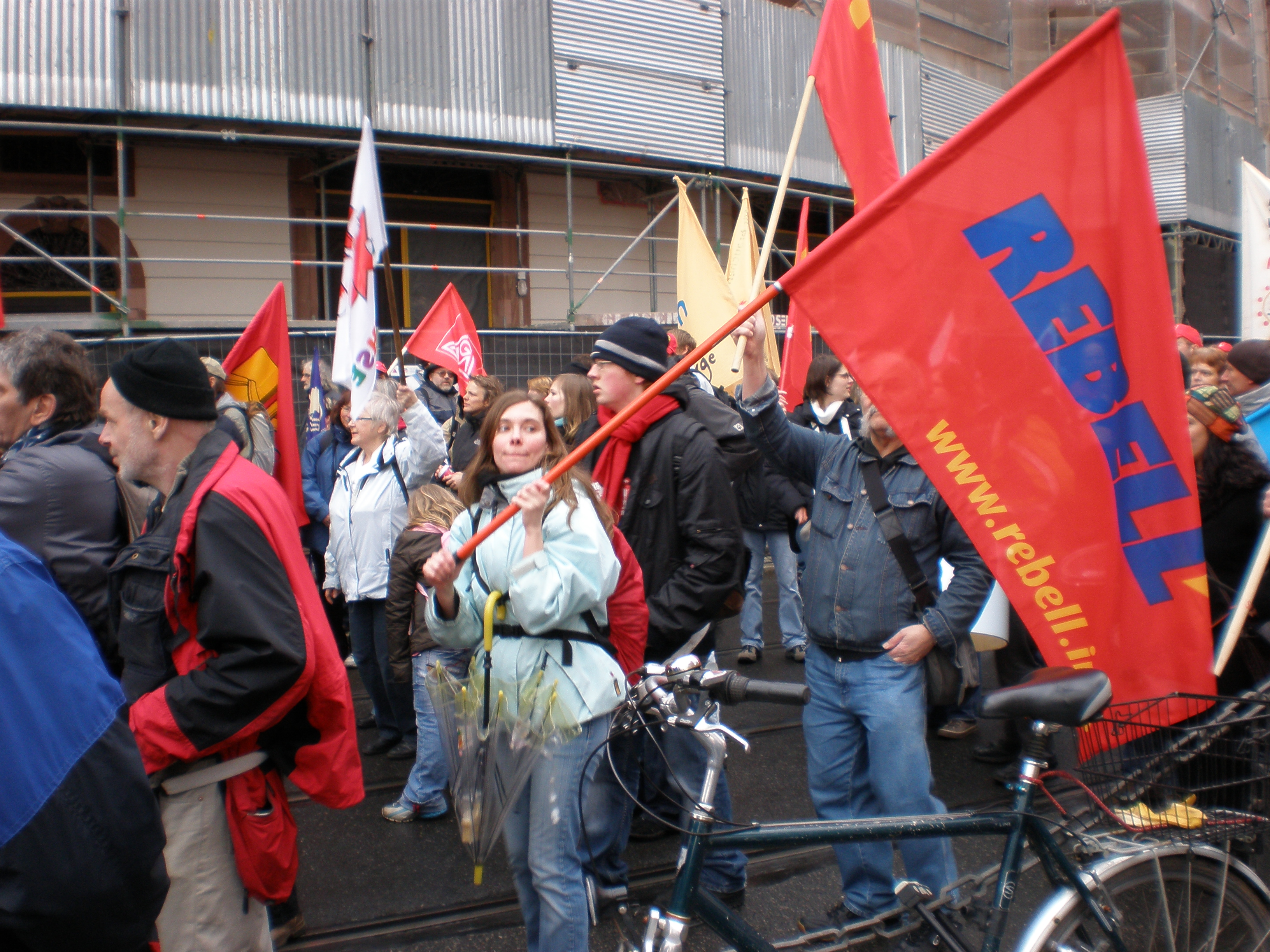
Rebell auf einer Demonstration in Frankfurt/Main.

## Publikationen
- Rebell. Jugendmagazin des Jugendverbandes Rebell. Verlag Neuer Weg, später Mediengruppe Neuer Weg, seit 1997; zweimonatlich; Nachfolgerin des Rebell. Organ des Kommunistischen Arbeiterbundes (Marxisten-Leninisten), und der Revolutionären Jugend (Marxisten-Leninisten) (1968–1974)
- Rebellisches Liederbuch. Verlag Neuer Weg, 2001. ISBN 978-3-88021-320-3